# Bienvenue à 29 Palms
Pour plus de détails, voir Fiche technique et Distribution.
Bienvenue à 29 Palms (29 Palms) est un film américain réalisé par Leonardo Ricagni, sorti en 2002. 

## Fiche technique
- Titre : Bienvenue à 29 Palms
- Titre original : River of Death
- Réalisation : Leonardo Ricagni
- Scénario : Tino Lucente
- Photographie : Horacio Maira
- Musique : Mario Grigorov
- Format : Couleurs
- Durée : 89 minutes
- Date de sortie aux USA :
- Date de sortie en France :

## Distribution
- Jeremy Davies (VQ : François Trudel) : le paumé
- Michael Lerner (VQ : Manuel Tadros) : le juge
- Litefoot : le guerrier
- Russell Means (VQ : Claude Préfontaine) : le chef
- Chris O'Donnell (VQ : François Godin) : le tueur à gages
- Jon Polito (VQ : Jacques Lavallée) : l'agent de sécurité
- Kevin Sifuentes : le chef de la sécurité
- Michael Rapaport (VF : David Krüger ; VQ : Sébastien Dhavernas) : le policier
- P. J. Byrne : le docteur
- Anita Maltin : la vieille dame
- Rachael Leigh Cook (VF : Natacha Muller ; VQ : Camille Cyr-Desmarais) : la serveuse
- Bill Pullman : le guichetier
- Keith David (VQ : Pierre Chagnon) : le Shérif